# 大营镇 (尉氏县)
大营镇，是中华人民共和国河南省開封市尉氏县下辖的一个乡镇级行政单位。

## 行政区划
大营镇下辖以下地区：
大营村、黑凡村、椅圈马村、玉陈村、尚王村、孙家村、陈村、东凡村、岗陆村、芦医庙村、枣朱村、吕家村、祥付张村、郝家村、寨黄村、史家村、许家村、檀头高村、五间房李村村委、祝家村、丁香李村、黄集村、石槽王村、芦家村、后郑村、君李村、黄家村、梁家村、下赵村、杨集村、安家村和三户赵村。